# Wsewolod I.
Wsewolod I. Jaroslawitsch (altostslawisch Всеволодъ Ꙗрославичь; * 1030; † 13. April 1093) aus dem Geschlecht der Rurikiden war 1078 bis 1093 Großfürst der Kiewer Rus. Er war ein Sohn Jaroslaws I. aus dessen Ehe mit Ingegerd von Schweden.
Wsewolod war in erster Ehe mit der byzantinischen Prinzessin Anastasia (oder Irina), Tochter des Kaisers Konstantin IX., verheiratet, in zweiter Ehe mit Anna von Polowzen. Dieser zweiten Ehe entstammt die Tochter Jewpraksija, welche ab 1089 als Adelheid von Kiew zweite Ehefrau des römisch-deutschen Kaisers Heinrich IV. wurde.

## Leben
Nach dem Tod des Vaters 1054 scheinen Wsewolod und der ältere Bruder Swjatoslaw einvernehmlich gemeinsam mit dem ältesten und dominierenden Bruder Isjaslaw I. regiert zu haben. Wsewolod erhielt das Teilfürstentum Perejaslaw mit der Stadt Susdal als Zentrum zugesprochen, wo er 1061 einen ersten Überfall der Kumanen abwehrte und mit Khan Sokal Frieden schloss.
Nachdem es zu einem Zerwürfnis zwischen den Brüdern gekommen war, unterstützten Wsewolod und Swjatoslaw im Frühjahr 1073 die Stadtbevölkerung Kiews bei der Vertreibung Isjaslaws und Swjatoslaw trat die Nachfolge seines Bruders als Großfürst an. Mit Hilfe des polnischen Herzog Bolesław II., dessen Cousin er war, wollte Isjaslaw seine Herrschaft zurückerobern. Nach Swjatoslaws Tod im Dezember 1076 verzichtete Wsewolod zu Gunsten seines älteren Bruders auf die Herrschaft. Im Gegenzug erhielt Wsewolod vom wieder inthronisierten Isjaslaw das Fürstentum Tschernigow zugesprochen. Da dieses jedoch ursprünglich an Swjatoslaws Sohn Oleg fallen sollte, brach ein offener Konflikt zwischen den Brüdern einerseits und Oleg und dessen Verbündeten Boris Vyatscheslawitsch von Tmutorokan andererseits aus. In der entscheidenden Schlacht bei Nezhatyna Nyva am 3. Oktober 1078 wurde Oleg geschlagen, während Isjaslaw und Boris im Kampf fielen. Durch Isjaslaws Tod konnte sich Wsewolod endgültig als Kiewer Großfürst durchsetzen.
Im Kampf mit seinem Neffen Oleg zeigte sich eine Schwäche des Senioratsprinzips: Um seinen Anspruch auf Tschernigow durchsetzen zu können, ging er sogar ein Bündnis mit den heidnischen Polowzern ein, die daraufhin in die Rus einfielen. Durch diese Auseinandersetzungen konnte Wsewolod auch die 1084 erfolgreich wieder aufgenommenen Feldzüge gegen den alten Feind Polozk nicht fortsetzen.
Wsewolod starb am 13. April 1093. Sein Nachfolger wurde Swjatopolk II., ein Sohn Isjaslaws.